# Kriványpusztamező
Kriványpusztamező (szlovákul: Pusté Pole) község Szlovákiában, az Eperjesi kerület Ólublói járásában.

## Fekvése
Palocsától 10 km-re délkeletre, a Tarca és a Poprád folyók között fekszik.

## Története
1270-ben V. István oklevelében „Bachamezey” néven említik először, ekkor Tarkő várának uradalmához tartozott. 1427-ben az adóösszeírásban 14 portát számláltak a településen, ezzel a közepes nagyságú falvak közé számított. 1470-ben „Baczamezew” néven szerepel. A falu a 16-17. században nem létezett és régi nevén ezután már nem említik. Mai nevén 1773-ban bukkan fel „Puszta Mezeo” alakban.
A település csak 1956-ban lett önálló község, addig Kriványhoz tartozott.

## Népessége
| Év:            | 1994. | 2004.   | 2014.   | 2024.   |
| -------------- | ----- | ------- | ------- | ------- |
| Emberek száma: | 209   | 226     | 224     | 223     |
| Eltérés:       |       | +8,13 % | -0,88 % | -0,44 % |

| Év:            | 2023. | 2024.   |
| -------------- | ----- | ------- |
| Emberek száma: | 217   | 223     |
| Eltérés:       |       | +2,76 % |

2001-ben 226 lakosából 225 szlovák volt.
2011-ben 228 lakosából 215 szlovák.

## Nevezetességei
- A Rózsafüzéres Szűz Mária tiszteletére szentelt római katolikus temploma 1936-ban épült.